# زمین‌لرزه ژوئیه ۱۹۶۹ چین
زمین‌لرزه چین  در تاریخ ۱۸ ژوئیه ۱۹۶۹ میلادی، برابر با ‎۲۷ تیر ۱۳۴۸، ساعت ۵:۲۴:۴۶ به زمان یوتی‌سی در چین رخ داد. ژرفای این زلزله ۱۰٫۹ کیلومتر بود. بزرگی آن ۷٫۲ در مقیاس Mw اعلام شده‌است. زمین‌لرزه به وقت محلی در روز جمعه، ساعت ۱۳ روی داده و منطقه زمانی آن یوتی‌سی +۸ بوده‌است .
سازمان زمین‌شناسی آمریکا نیز جای این زمین‌لرزه را در مختصات ۳۸°۱۲′شمالی ۱۱۹°۲۴′شرقی / ۳۸٫۲°شمالی ۱۱۹٫۴°شرقی و بزرگی آنرا برابر با ۷٫۴ در مقیاس ریشتر اعلام کرده‌است. ژرفای گزارش شده از سوی این سازمان ۶ کیلومتر می‌باشد.
شمار کشتگان زلزله حدود ۱۰ نفر بوده‌است.تعداد زخمیان ۳۵۳ نفر برآورده شده‌است.